# Mapleton (Utah)
Mapleton és una població dels Estats Units a l'estat de Utah. Segons el cens del 2000 tenia 5.809 habitants.

## Demografia
Segons el cens del 2000, Mapleton tenia 5.809 habitants, 1.442 habitatges, i 1.313 famílies. La densitat de població era de 243 habitants per km².
Dels 1.442 habitatges en un 54,1% hi vivien nens de menys de 18 anys, en un 83,8% hi vivien parelles casades, en un 5,1% dones solteres, i en un 8,9% no eren unitats familiars. En el 7,6% dels habitatges hi vivien persones soles el 3,7% de les quals corresponia a persones de 65 anys o més que vivien soles. El nombre mitjà de persones vivint en cada habitatge era de 4,02 i el nombre mitjà de persones que vivien en cada família era de 4,25.
Per edats la població es repartia de la següent manera: un 40,1% tenia menys de 18 anys, un 10% entre 18 i 24, un 23,4% entre 25 i 44, un 18,7% de 45 a 60 i un 7,8% 65 anys o més.
L'edat mediana era de 25 anys. Per cada 100 dones de 18 o més anys hi havia 101 homes.
La renda mediana per habitatge era de 60.985 $ i la renda mediana per família de 63.856 $. Els homes tenien una renda mediana de 43.462 $ mentre que les dones 22.800 $. La renda per capita de la població era de 17.496 $. Entorn del 3,8% de les famílies i el 5,1% de la població estaven per davall del llindar de pobresa.

## Poblacions properes
El següent diagrama mostra les poblacions més properes.